# Самосско-приенский конфликт
Самосско-приенский конфликт — продолжительный территориальный спор между Самосом и Приеной за обладание землями на полуострове Микале, ныне Делик в Турции.

## Начало конфликта
Истоки конфликта восходят к разделу завоеванных городами Ионийского союза в Мелийской войне земель на Микале и побережье Эфесского залива между Микале и Эфесом.
Область под названием Батинетида и соседние районы были поделены между Самосом и Приеной. В середине VII века до н. э. киммерийцы во главе с царем Лигдамидом (Дугдамме) вторглись в Малую Азию, в 644 до н. э. взяли Сарды и в течение трех лет грабили ионийское побережье. Население Батинетиды бежало от кочевников, самосцы укрылись на своем острове. После того, как нашествие закончилось, по-видимому, после гибели Лигдамида в 641 до н. э., греки вернулись, причем, приенцы, вероятно, опередили самосцев и заняли не только свои земли, но и соседские.

## Война
Самосцы попытались силой вернуть свои территории, что привело к длительному пограничному конфликту. Поначалу стороны избегали серьезных столкновений, но затем в жестоком сражении приенцы перебили тысячу самосцев, после чего был заключен шестилетний мир, вероятно, отдававший спорную область приенцам.
Через шесть лет на седьмой самосцы, вступив в союз с Милетом, разгромили приенцев в местности под названием Дрис («Дуб»). После этого жители Приены отправили послом на Самос знаменитого мудреца Бианта, который заключил с самосцами договор о новом разделе территорий, по которому Батинетида оставалась за Приеной, а соседняя Дриусса, на землях которой, вероятно, и произошла битва, вместе с крепостью Карион отходила к Самосу.
По другой версии, Биант заключил предыдущий, шестилетний, мир.
Позднее, когда Приена пришла в упадок, самосцы овладели Батинетидой, но, после того, как Приена была основана вновь, в середине IV века до н. э., а самосцы в 365 до н. э. изгнаны афинянами, часть их континентальных владений, в том числе Батинетида, вновь перешла к соперникам.

## Арбитражи
Когда Александр Македонский в 324 до н. э. вернул самосцев из изгнания, они опять овладели Батинетидой, но Приена продолжала предъявлять на неё претензии и в 283/282 до н. э. царь Лисимах произвел арбитраж, отдав спорную область самосцам.
Вопрос о Дриуссе, остававшейся, по-видимому, под контролем Приены, Лисимахом не был решен, и этот спор пытались урегулировать Антиох II или Антиох III и Антигон III. В 188 до н. э. проконсул Гней Манлий Вульсон во главе комиссии из девяти сенаторов решил дело в пользу Самоса, но немного позднее, между 185 и 182 до н. э. стороны обратились за посредничеством к Родосу.
Комиссия из пяти арбитров тщательно разбирала вопрос, в качестве доказательств были приведены мнения восьми историков из Самоса, Хиоса, Эфеса и Милета: Улиада, Олимпиха, Дурида и Эвагона (Самос), Креофила и Эвалка (Эфес), Феопомпа и Меандрия Милетского. Было решено отдать спорную территорию Приене.
В 135 до н. э. римский сенат подтвердил решение родосцев, на чем, по-видимому, конфликт и завершился.